# Ken il Guerriero/Nino il mio amico ninja
 Ken il Guerriero/Nino il mio amico ninja è un singolo promozionale di Spectra (pseudonimo di Claudio Maioli) e del gruppo I Cavalieri del Re, pubblicato nel 2010.
Il singolo è il terzo di una serie di ristampe su vinile ad opera dell'associazione culturale TV-Pedia tra il 2009 e il 2011 delle sigle rimaste escluse dalla pubblicazione su 45 giri, su etichetta Siglandia.

## Lato A
Ken il Guerriero è un brano musicale scritto da Lucio Macchiarella su musica e arrangiamento di Claudio Maioli, che ne è anche interprete con lo pseudonimo Spectra. Il brano, sigla dell'anime omonimo, venne inciso nel 1986 ma non venne mai stampato su disco, assumendo negli anni un vero e proprio status di cult. Risulta ufficialmente depositato in SIAE solo nel 1988, ma fu pubblicato per la prima volta nel 1994 nella compilation TiVulandia 2.

## Lato B
Nino il mio amico ninja, noto anche come Il mio caro amico Nino, è un brano musicale scritto da Riccardo Zara e interpretato dal gruppo I Cavalieri del Re come sigla dell'anime omonimo. Il singolo non venne mai stampato su 45 giri, a causa del progressivo disinteresse delle etichette discografiche per le sigle per bambini e per lo scadere del contratto del gruppo con la RCA. Venne pubblicato per la prima volta nel 1994 sulla compilation TiVulandia 3.

### Formazione
- Riccardo Zara – voce, tastiere, chitarre, basso, cori
- Walter Scebran – batteria
- Clara Serina – cori
- Guiomar Serina – cori
- Jonathan Zara – cori

### Curiosità
Il brano avrebbe dovuto terminare con l'esclamazione "ah!!" da parte di tutti i membri ma, dimenticandosene, scoppiarono in una fragorosa risata che venne mantenuta nell'incisione ufficiale.